# 密蘇里城 (密蘇里州)
密蘇里城（英語：Missouri City）是位於美國密蘇里州克萊縣的城市。

## 人口
根據2020年美國人口普查的數據，密蘇里城的面積為2.84平方千米，皆為陸地。當地共有人口217人，而人口密度為每平方千米76人。